# Cmentarz żydowski w Latowiczu
Cmentarz żydowski w Latowiczu – kirkut służący niegdyś żydowskiej społeczności zamieszkującej Latowicz. Powstał w XIX wieku. Miał powierzchnię 0,25 ha. Obecnie na nieogrodzonym terenie nie zachował się żaden nagrobek.